# ネーター環
数学においてネーター環（ネーターかん、英: Noetherian ring）は、イデアルの昇鎖条件などのある種の有限性を持つ環の一種。エミー・ネーターによって提唱された。すべてのイデアルは有限生成という条件から単項イデアル整域の一般化と見ることもできる。

## 定義
環に対して、以下の 3 条件はZFC公理系のもとで同値である。
1. （昇鎖条件）：左イデアルの任意の昇鎖列は有限回で停止する。
2. （極大条件）：左イデアルの空でない任意の族は包含関係に関する極大元を持つ。
3. （有限型条件）：任意の左イデアルは有限生成。

これらの条件のどれか一つ、従って全部を満たす環は左ネーター的であるあるいは左ネーター環であるという。「左イデアル」を全て「右イデアル」に置き換えても同様のことが成り立ち、右ネーター環が定義される。左ネーター的かつ右ネーター的である環は両側ネーター環と呼ぶ（単にネーター環と呼ぶこともある）が、考えている環が可換環であれば左ネーター環あるいは右ネーター環は自然に両側ネーター環となる。ゆえにネーター的可換環は単にネーター環と呼ぶ（左右の区別が明確であって誤解の虞のない場合には、左ネーター的あるいは右ネーター的であることをネーター的と省略して呼ぶこともあるので、ネーター環という用語が必ずしも可換ネーター環を意味するものというわけではない）。
可換環がネーターであるためには、任意の素イデアルが有限生成であることが十分である。

## 諸概念
ネーター環の定義において包含関係の双対をとった、降鎖条件、極小条件を満たす環をアルティン環と呼ぶ。アルティン環は一般にネーター環となり、組成列を持つ。
ネーター環の定義において、左または右からの積を加群への左または右作用に読み替え、環のイデアルを環上の部分加群と読み替えることによりネーター加群の概念を得る。左ネーター環とは自然に自身の上の左加群とみてネーター加群であるものに他ならない。

## 性質
- ネーター環の剰余環はネーター環である。あるいは同じことだが、ネーター環の準同型像はネーター環である。
- ネーター環の部分環はネーター環とは限らない。

## 例
R を関係 yx = y2 = 0 をもった元 x と y で生成される Z-代数とすると、これは左ネーター環だが右ネーター環でない。証明。{\displaystyle R=\mathbb {Z} [x]\oplus \mathbb {Z} [x]y} と直和分解し、{\displaystyle \mathbb {Z} [x]} は部分環であるがヒルベルトの基底定理（後述）よりネーター環なので、R はネーター環 {\displaystyle \mathbb {Z} [x]} 上左加群として有限生成なのでネーター加群、したがって R 上でもネーター加群、すなわち左ネーター環である。また、仮に R が右ネーター環であるとすると、R のイデアル {\displaystyle I=\mathbb {Z} [x]y} は有限生成右 R 加群であり、x と y は I に右から自明に作用するので、 I は有限生成アーベル群となる。これは
{\displaystyle I=\mathbb {Z} y\oplus \mathbb {Z} xy\oplus \mathbb {Z} x^{2}y\oplus \dotsb }
に矛盾する。したがって R は右ネーター環でない。

## ヒルベルトの基底定理
ネーター環上の一変数多項式環はまたネーター環である。これをヒルベルトの基底定理（独: Hilbertscher Basissatz、英: Hilbert's basis theorem）と呼ぶ。逆は明らかに成り立つ（「0を代入する写像」を考えよ）。帰納的にネーター環上任意有限個変数の多項式環もネーター環である。環上の有限生成環は多項式環の準同型像であるから、基底定理からはネーター環上の有限生成環が再びネーター環となることが従う。また同様にしてネーター環上の形式的べき級数環もネーター環となる。

## 次元
可換環 A の素イデアル P に対して、真の減少列
{\displaystyle P=P_{0}\supsetneq P_{1}\supsetneq \cdots \supsetneq P_{r}}
の長さを r と定める。P で始まる素イデアルの真の減少列の長さの最大値を P の高さ (height) といい、ht P で表す。また、A の素とは限らないイデアル I に対しては、その高さ ht I を I を含む素イデアルの高さの最小値と定める。A がネーター環であるならば、クルルの主イデアル定理 (Krull's principal ideal theorem)によって任意の素イデアルの高さは有限である。ネーター環 A のクルル次元（Krull dimension）を、P が A の素イデアル全体を動くときの ht P の最大値と定義する。ネーター環の次元は、A の素イデアルの真の上昇列の長さ（これは、ネーター環の定義から有限）の最大値と一致する。ネーター環のクルル次元は常に有限になるとは限らない。